# Nyakaledoniennattskärra
Nyakaledoniennattskärra (Eurostopodus exul) är en akut utrotningshotad eller möjligen utdöd fågel i familjen nattskärror.

## Kännetecken
Nyakaledoniennattskärran är en 26 centimeter lång silvergrå nattskärra med sparsamt med mörka fläckar och streck. Hjässan är svartaktig och undersidan mörkt gråbrun med en liten vit strupfläck. Inga andra nattskärror förekommer på Nya Kaledonien, även om vitstrupig nattskärra skulle kunna påträffas. Denna är dock större, mörkare och mindre enhetligt färgad. Lätena är okända.

## Utbredning och systematik
Fågeln är bara känd från det enda exemplar som samlades in 1939 på ön Nya kaledonien. Tidigare betraktades den som en underart till vitstrupig nattskärra (E. mystacalis). 

Nya Kaledoniens läge i regionen.

## Levnadssätt
I princip inget är känt från artens levnadsvanor annat än att typexemplaret samlades in i kustnära niaouli-savann.

## Status och hot
Internationella naturvårdsunionen IUCN kategoriserar arten som akut hotad, möjligen utdöd. Eftersom den är endast känd från ett enda exemplar är dess populationstrend okänd. Det finns ingen direkt information om hot mot arten, men den kan ha minskat i antal till följd av predation från invasiva arter som råttor och möjligen katter eller habitatförlust genom skogsavverkning, gruväring eller eldsvådor.